# کسل پوینت (میزوری)
کسل پوینت (به انگلیسی: Castle Point) یک منطقهٔ مسکونی در ایالات متحده آمریکا است که در شهرستان سنت لوئیس، میزوری واقع شده‌است. کسل پوینت ۱٫۸ کیلومتر مربع مساحت و ۳٬۹۶۲ نفر جمعیت دارد و ۱۵۲ متر بالاتر از سطح دریا واقع شده‌است.